# 红枫湖镇
红枫湖镇，是中华人民共和国贵州省貴陽市清镇市下辖的一个乡镇级行政单位。2020年5月14日，红枫湖镇陈亮堡村划归青龙山街道。

## 行政区划
红枫湖镇下辖以下地区：
后午社区、电建二公司社区、清电社区、中八劳教所社区、农牧场社区、水产公司社区、扁山村、白泥田村、陈亮堡村、黄土寨村、中八村、中一村、中山村、池菇塘村、兰花坡村、塘边村、平寨村、羊昌村、簸萝口村、民联村、芦荻村、龙井村、大冲村、右七村、白岩村、右二村、芦猫塘村和骆家桥村。
2020年5月14日调整后，红枫湖镇辖后午居委会、电建二公司居委会、清镇电厂居委会、农牧场居委会、水产公司居委会、中八居委会、民乐村、扁山村、白泥田村、中山村、塘边村、羊昌村、芦荻哨村、大冲村、右七村、右二村、骆家桥村、平寨村、芦猫塘村、中一村、中八村、兰安村、池菇村。